# در عهد پادشاه خطابخش جرم‌پوش
غزلی با مطلع «در عهد پادشاه خطابخش جرم‌پوش»، غزل شمارهٔ ۲۸۵ از دیوانِ حافظ در تصحیحِ محمد قزوینی و قاسم غنی است.

## در دیگر آثار هنری
در نسخهٔ مصور موزهٔ ملی ایران (شمارهٔ ۹۲۱۰) به‌تاریخ شوال ۱۰۲۵ ه‍.ق/اکتبر ۱۶۱۶ م و به کتابت شاه قاسم نیز نگاره‌ای بر مبنای این غزل با عنوان میخانه موجود است.